# Karl Alexander xứ Württemberg
Karl Alexander của Württemberg (24 tháng 1 năm 1684 – 12 tháng 3 năm 1737) là Công tước xứ Württemberg từ năm 1698 cho đến khi qua đời, người cai trị Vương quốc Serbia với tư cách nhiếp chính từ năm 1720 đến năm 1733.